# 1944年制裝甲旅 (德國國防軍)
本條目記述納粹德國陸軍於1944年啟用的裝甲旅編制。

## 前因
1944年6月22日，白俄羅斯，紅軍發動巴格拉基昂行動，德軍中央軍集團應聲倒地。1944年7月2日，東普魯士拉斯騰堡狼穴，在國防軍最高統帥部考慮中央集團軍的戰況時，希特勒表示在這種戰況之下小型、高機動性、快速及全裝甲的戰鬥群可迅速對敵軍的裝甲矛頭反擊，這將對戰況大有幫助。希特勒認為這種戰鬥群的適切組織包括了一個搭乘半履帶步兵裝甲車的裝甲化裝甲擲彈兵營，一個擁有30-40輛戰車實力的戰車群，一個戰防連及一些防空砲車。希特勒要求成立12個如上所述的戰鬥群並定位為旅級部隊。
1944年7月3日，德國左森，國防軍陸軍總司令部提議可由目前正在整補的六個裝甲師（第6、9、11、19、25及116裝甲師）改編為12個上述的戰鬥群。這個提議自然不為裝甲兵總監古德林上將所同意，因為這違反了德國裝甲部隊以師及團為主的傳統。1944年7月11日OKH命令利用原先在中央軍集團被擊潰各師殘部及後備部隊來作為新成立10個44年裝甲旅，並命名為第101至110裝甲旅。其主要戰鬥單位為一個戰車營及一個裝甲化裝甲擲彈兵營。
- 第101裝甲旅：由第18裝甲擲彈兵師殘部改編
- 第102裝甲旅：由第233預備裝甲師改編
- 第103裝甲旅：由第25裝甲師殘部改編
- 第104裝甲旅：由第233預備裝甲師改編
- 第105裝甲旅：由第18裝甲擲彈兵師殘部改編
- 第106裝甲旅：由统帅堂装甲掷弹兵师（簡稱FHH裝甲擲彈兵師）殘部改編
- 第107裝甲旅：由第25裝甲擲彈兵師殘部改編
- 第108裝甲旅：由第17裝甲師改編
- 第109裝甲旅：由第25裝甲師殘部改編及第233預備裝甲師改編
- 第110裝甲旅：由第FHH裝甲擲彈兵師殘部改編

## 第一波編成
1944年7月11日新編成的44年裝甲旅基本編裝：
- 旅部
- 旅部連：機車排，裝甲偵搜排，裝甲通訊排
- 戰車營
- 裝甲化裝甲擲彈兵營
- 裝甲化裝甲工兵連
- 60噸級摩托化運輸縱隊

1944年7月11日新編成的戰車營：
- 第101裝甲旅：第2101戰車營
- 第102裝甲旅：第2102戰車營
- 第103裝甲旅：第2103戰車營
- 第104裝甲旅：第2104戰車營

這四個營除了營部有一個防空砲排（四輛四號防空砲車，每輛搭載一門3.7公分防空）此外有三個豹式戰車連，一個戰防連及一個整備排。全營總共有33輛豹式戰車和11輛四號驅逐戰車，其豹式戰車連的戰車戰力為：
- 連部：兩輛豹式指揮戰車
- 第一排：三輛豹式戰車
- 第二排：同上
- 第三排：同上

其戰防連的戰車戰力為：
- 連部：兩輛四號驅逐戰車
- 第一排：三輛四號驅逐戰車
- 第二排：同上
- 第三排：同上

1944年7月11日新編成的裝甲化裝甲擲彈兵營：
- 第101裝甲旅：第2101裝甲化裝甲擲彈兵營
- 第102裝甲旅：第2102裝甲化裝甲擲彈兵營
- 第103裝甲旅：第2103裝甲化裝甲擲彈兵營
- 第104裝甲旅：第2104裝甲化裝甲擲彈兵營

這四個營除了營部之外只有兩個裝甲化裝甲擲彈兵連，一個裝甲化重裝備連及一個摩托化補給連。其裝甲化裝甲擲彈兵連的編裝為：
- 連部：兩輛SdKfz251/3指揮車，搭載連部人員
- 戰防班：一輛SdKfz251/17，每輛搭載一門兩公分機砲，兩門8.8公分戰防火箭砲
- 第一排：排部：一輛SdKfz251/17，搭載排部人員及一門兩公分機砲，三個班：每班一輛SdKfz251/1，一個班11人（含駕駛兵及通訊兵），一挺MG42輕機鎗
- 第二排： 同上
- 第三排：一輛SdKfz251/17，搭載排部人員及一門兩公分機砲，三個班：每班一輛SdKfz251/1，一個班11人（含駕駛兵及通訊兵），三挺MG34/MG42輕機鎗
- 重裝備排：排部：一輛SdKfz251/1，搭載排部人員，重機槍班，每班三輛SdKfz251/17，每量搭載一門兩公分機砲，一挺MG42重機槍，一個中迫砲班，每班兩輛SdKfz251/2，每輛搭載一門八公分中迫砲，一個榴彈砲班，每班兩輛SdKfz251/9，每輛搭載一門7.5公分榴彈砲

裝甲化裝甲擲彈兵連的火力有七門兩公分機砲，兩門8.8公分戰防火箭砲，三挺MG42重機鎗，兩門八公分重迫砲，兩門7.5公分榴彈砲，18挺MG42輕機鎗及23輛各式SdKfz251。與1943年的裝甲化裝甲擲彈兵連最大的不同在增加了一輛搭載有兩公分機砲的SdKfz251/17，然而輕機槍的數量卻減少了，另外後勤補給車隊也集中到營部的補給連。那是因為這個連的第一與第二排是所謂的突擊排，每個突擊班的班長及班兵都是使用StG44突擊步鎗，而每個班的輕機槍只剩下SdKfz251上的一挺。德軍意圖要用單兵自動武器來彌補火力及人員上的不足，並持續以火力更強大的兩公分機砲來取代輕重機鎗，而這也顯現出德軍在人員數量尚不足的窘境。其裝甲化重裝備連的編裝為：
- 連部：一輛SdKfz251/3指揮車，一輛SdKfz251/11通訊車，搭載連部人員
- 一個榴彈砲排：排部：一輛SdKfz251/3，一輛dKfz251彈藥搬運車，三個榴彈砲班，每班兩輛SdKfz251/9，每輛搭載一門7.5公分榴彈砲
- 兩個重迫砲排：排部：一輛SdKfz251/1，兩個重迫砲砲班，每班兩輛SdKfz251/1牽引兩門12公分重迫砲，一個火箭砲班：每班兩輛SdKfz251/1搭載六枚火箭彈發射器

一個裝甲化重裝備連的火力有六門7.5公分榴彈砲，八門12公分重迫砲砲，24門火箭彈發射器，18挺MG34/MG42輕機鎗及20輛各式SdKfz251。和1943年的裝甲化重裝備連比較起來的話少了兩門7.5公分輕步兵砲及戰防砲，但多了八門12公分重迫砲，及24門火箭彈發射器。由於單兵戰防武器的使用，使的德軍將戰防砲集中到戰防連或戰防營，或是用驅逐戰車來取代戰防砲。而12公分重迫砲則是用來取代7.5公分輕步兵砲甚至15公分重步兵砲，也是這一型裝甲化裝甲擲彈兵營中最強的火力支援武器之一，然而其缺點是無法在車上射擊，需要下車架砲後射擊。另一種則是火箭彈發射器，可以同時發射六枚火箭彈，其缺點是射程較短，且無法精確瞄準。
這四個營被認為戰力太弱，因為每個營只有三個連， 其中還有一個是裝甲化重裝備連。因此在1944年8月6日又重新編成六個44年裝甲旅。

## 第二波編成
1944年8月6日新編成的第二波44年裝甲旅基本編裝：
- 旅部
- 旅部連：機車排，裝甲偵搜排，裝甲通訊排
- 戰車營
- 裝甲化裝甲擲彈兵營
- 裝甲化裝甲工兵連
- 60噸級摩托化運輸縱隊

1944年8月6日第二波編成的戰車營：
- 第105裝甲旅：第2105戰車營
- 第106裝甲旅：第2106戰車營
- 第107裝甲旅：第2107戰車營
- 第108裝甲旅：第2108戰車營
- 第109裝甲旅：第2109戰車營
- 第110裝甲旅：第2110戰車營

這六個戰車營的編裝與1944年7月11日新編成的戰車營是一樣的。
1944年8月6日第二波編成的裝甲化裝甲擲彈兵營：
- 第105裝甲旅：第2105裝甲化裝甲擲彈兵營
- 第106裝甲旅：第2106裝甲化裝甲擲彈兵營
- 第107裝甲旅：第2107裝甲化裝甲擲彈兵營
- 第108裝甲旅：第2108裝甲化裝甲擲彈兵營
- 第109裝甲旅：第2109裝甲化裝甲擲彈兵營
- 第110裝甲旅：第2110裝甲化裝甲擲彈兵營

這六個營除了營部之外有六個連：兩個A型裝甲化裝甲擲彈兵連，一個B型裝甲化裝甲擲彈兵連，一個D型裝甲化裝甲擲彈兵連，一個裝甲化重裝備連及一個摩托化補給連。其A型裝甲化裝甲擲彈兵連的編裝為：
- 連部：兩輛SdKfz251/3指揮車，搭載連部人員
- 第一排：排部：一輛SdKfz251/1，搭載排部人員，三個班：每班一輛SdKfz251/1，一個班11人（含駕駛兵及通訊兵），一挺MG42輕機鎗
- 第二排： 同上
- 防空砲排：三個班：每班兩輛SdKfz251/21，每輛搭載一門兩公分三連裝MG151機砲
- 重裝備排：排部：一輛SdKfz251/1，搭載排部人員，一個中迫砲班，每班兩輛SdKfz251/2，每輛搭載一門八公分中迫砲，一個榴彈砲班，每班兩輛SdKfz251/9，每輛搭載一門7.5公分榴彈砲

其B型裝甲化裝甲擲彈兵連的編裝為：
- 連部：兩輛SdKfz251/3指揮車，搭載連部人員
- 第一排：排部：一輛SdKfz251/1，搭載排部人員，三個班：每班一輛SdKfz251/1，一個班11人（含駕駛兵及通訊兵），三挺MG42/MG34輕機鎗
- 第二排： 同上
- 兩個防空砲排：三個班：每班兩輛SdKfz251/21，每輛搭載一門兩公分三連裝MG151機砲

其中A型裝甲化裝甲擲彈兵連的兩個排是沿續之前突擊排的編裝，班長及班兵都配備StuG44，而第三排是裝甲化防空排，以海軍所開發之三連裝兩公分MG151機砲砲座搭載在SdKfz251D上的SdKfz251/21為主，這款步兵裝甲車也成為德軍在大戰中最有效的自走防空武器之一。A型裝甲化裝甲擲彈兵連的火力包括：11挺MG42輕機鎗（大部份都是車載輕機鎗），兩門八公分中迫砲，兩門7.5公分榴彈砲，六門三連裝兩公分MG151機砲及23輛各式SdKfz251步兵裝甲車。B型裝甲化裝甲擲彈兵連的兩個排是沿續傳統的裝甲化裝甲擲彈兵排，只是排長車是陽春型的SdKfz251/1。而第三排和第四排是裝甲化防空排，連重裝備排都給省略了。B型裝甲化裝甲擲彈兵連的火力包括：22挺MG42/MG34輕機鎗，12門三連裝兩公分MG151機砲及23輛各式SdKfz251步兵裝甲車。這兩型裝甲化裝甲擲彈兵連與先前編裝最顯著的差異在於完全沒有重機鎗的編裝，而以火力更強大的三連裝兩公分MG151機砲所取代。另一個差異是放棄了三個擲彈兵排及一個重裝備排的傳統編裝，只剩下兩個擲彈兵排和兩個火力支援排（重裝備排或防空排），這也反應出德軍人員的不足及對空武器的須求。
其D型裝甲化裝甲擲彈兵連的編裝為：
- 連部：兩輛SdKfz251/3指揮車，搭載連部人員
- 第一排：三個班：每班兩輛SdKfz251/21，每輛搭載一門兩公分三連裝MG151機砲
- 第二排和第三排： 同上

這個連就更誇張了，根本就是裝甲化防空砲連，總共有18三連裝兩公分MG151機砲及20輛各式SdKfz251步兵裝甲車。裝甲化重裝備連的編裝與先前的相同。
這六個營雖然都有五個作戰連，不過真正的裝甲化裝甲擲彈兵連只有三個，每個連只有兩個裝甲化裝甲擲彈兵排，事實上只相當於以往兩個連的戰力，而其戰力缺口則由SdKfz251/21來填補。

## 第三波編成
1944年9月4日為了西部戰線法國洛林作戰又成立第三波44年裝甲旅，其基本編裝為：
- 旅部
  - 裝甲偵搜連
  - 旅部連
  - 裝甲化裝甲工兵連
- 豹式戰車營
- 四號戰車營
- 裝甲擲彈兵團
- 60噸級摩托化運輸縱隊

1944年9月4日第三波編成的戰車營：
- 第111裝甲旅：第2111戰車營，第16戰車團第一營
- 第112裝甲旅：第2112戰車營，第29戰車團第一營
- 第113裝甲旅：第2113戰車營，第130戰車團第一營

第2111、2112和2113戰車營除了營部有一個防空砲排（四輛四號防空砲車，每輛搭載一門3.7公分防空）此外有三個四號戰車連及一個整備排。全營總共有42輛四號戰車，其四號戰車連的戰車戰力為：
- 連部：兩輛四號指揮戰車
- 第一排：四輛四號戰車
- 第二排：同上
- 第三排：同上

第16戰車團第一營原屬第116裝甲師，第29戰車團第一營原屬第11裝甲師，第130戰車團第一營原屬裝甲教導師。這三個營都是剛編成的豹式戰車營，為了配合洛林作戰暫時編配給三個44年裝甲旅指揮。這三個營除了營部外有三個豹式戰車連，一個摩托化補給連及一個整備排。全營總共有42輛豹式戰車，其豹式戰車連的戰車戰力為：
- 連部：兩輛豹式指揮戰車
- 第一排：四輛豹式戰車
- 第二排：同上
- 第三排：同上

1944年9月4日第三波編成的裝甲擲彈兵團：
- 第111裝甲旅：第2111摩托化裝甲擲彈兵團
- 第112裝甲旅：第2112摩托化裝甲擲彈兵團
- 第113裝甲旅：第2113摩托化裝甲擲彈兵團

這三個團都是摩托化裝甲擲彈兵團，每個團有兩個營，每個營卻只有三個連，而且所編配的都是老舊或是擄獲的中型軍用卡車。

## 個別編成
另有三個獨立編成的44年裝甲旅／裝甲擲彈兵旅，分別是元首護衛旅、元首擲彈兵旅和第150裝甲旅。第150裝甲旅值得一題，因為在亞爾丁之役時由奥托·斯科尔兹内党卫队中校指揮從事特洛伊木馬的敵後破壞工作而聞名一時。

## 戰歷
第101至104裝甲旅如遇期投入東部戰線的戰鬥，第105至108裝甲旅則投入西部戰線的戰鬥，第109和110裝甲旅幾乎沒有投入戰鬥就被編入重新整編當中的裝甲師，至於第111至113裝甲旅則是投入西部戰線法國洛林作戰。
當倫德斯特元帥重任西線總司令時曾向希特勒建議，一旦有新的戰車到達時應該優先補充給曾在諾曼地作戰且損耗過大的各裝甲師，並將這些裝甲師在柯隆平原上組成一隻戰略預備隊，以防止盟軍對魯爾地區的突破。這時市場花園作戰已經在荷蘭安恆打得如火如荼，希特勒卻堅持將9月初以來350輛新的豹式戰車配備在新編成的44年裝甲旅，而不是將這些戰車配給那些已有作戰經驗的各裝甲師。這幾個裝甲旅在六週前才在德國境內匆匆組成，整訓，在西部戰線可說是毫無作戰經驗。而這些44年裝甲旅又只有一個被派往荷蘭安恆作戰而不是組成戰略預備隊，反而是將他們派往法國洛林去反擊美軍巴頓將軍第三軍的南翼。
希特勒原訂在洛林的作戰計劃，由曼修菲爾上將所指揮的第五裝甲軍所執行。曼修菲爾上將原先是大德意志裝甲擲彈兵師（簡稱GD裝甲擲彈兵師）的師長，在1944年七八月間指揮GD裝甲擲彈兵師在南歐的轉進作戰表現傑出，因此被希特勒拔擢跳過軍一級直接升任軍團（司令）領導職務。這時他手下有第3和15兩個裝甲擲彈兵師，第111、112和113三個裝甲旅。原本預定在九月初的攻勢卻因為在摩澤爾河上的兩個裝甲擲彈兵師根本被釘死在防線上動彈不得。更糟的是巴頓的部隊繞過了他們的側面，在第五裝甲軍還在準備攻擊之時，美軍就已進入呂內維爾地區，差點將這兩個師反包圍。為了阻止美軍的前進，1944年9月18日曼修菲爾上將不得不使用原本預定攻擊的裝甲旅來發動逆襲，雖然美軍受到奇襲，但反應強烈。第112裝甲旅在這次逆襲中喪失了大部份的戰力，而不得不退出呂內維爾地區。
這時曼修菲爾上將下令另兩個裝甲旅向呂內維爾地區的北方迂迴，結果使第111和113裝甲旅與美軍第四裝甲師迎面對抗。經過四天的激戰，這兩個裝甲旅也損失了絕大部份的戰車和擲彈兵，曼修菲爾上將在還沒有正式展開攻勢之前就已喪失了大部份的裝甲兵力。
這次裝甲旅的慘敗歸因於幾點：編成倉促，且訓練不足，人員素質參差不齊，軍官多是東部戰線的戰車老手，但對西部戰線而言卻是新手，而士兵都是新兵，默契也不夠。許多戰車都是直接由工廠開到前線，沒有試車過，機械故障層出不窮，也影響戰
力。但最重要的是希特勒執意要讓新編的裝甲旅來擔當主攻，而不將這些戰車配給原有的裝甲師，使得裝甲戰力無法完全發揮。
這次作戰的失敗，使G軍集團司令約翰內斯·布拉斯科維茨上將丟官，改由東部戰線的裝甲部隊名將赫爾曼·巴爾克上將接任。他上任的第一道命令就是向美軍巴頓將軍的第三軍重新展開攻擊。雖然倫德斯特元帥向希特勒抗議這項命令，認為在南翼反擊的時機已去，而B軍集團司令瓦爾特·莫德爾元帥在荷蘭安恆的戰局又很糟糕，應該將裝甲部隊向安恆地區佈防，以防止盟軍對魯爾的突破。但希特勒不理會這項抗議，並將第11裝甲師派給曼修菲爾上將並要他繼續攻擊。
1944年9月25日，法國洛林，曼修菲爾上將對美軍巴頓將軍第三軍的攻勢再開。但由於先前裝甲旅已損耗怠盡既使有第11裝甲師的支援，亦無多大進展。到了9月29日整個攻勢就因裝甲部隊的損耗過大而停頓了。這時瓦爾特·莫德爾元帥給希特勒上了一個報告，說他手上的三個軍只有239輛戰車和突擊砲，及821門各型輕重野砲。這使希特勒大吃一驚！趕緊命令將西線所有裝甲兵力節省下來送往荷蘭安恆地區以阻止盟軍向魯爾的突破。但為時已晚，所有新編成的三個裝甲旅都已經在洛林戰場消耗掉了，既使沒有被擊毀也都送廠修理。因此整個西部戰線到九月底以前都不會再有新的裝甲兵力了。好在此時英軍已從荷蘭安恆地區撤退，解除了盟軍對魯爾地區突破的威脅。

## 解編
從七月開始編成的裝甲旅在九月開始解編，大部份的裝甲旅都被編入裝甲師或是裝甲擲彈兵師當中。雖然44年裝甲旅的構想相當前衛；雖然帳面上戰鬥人員減少，但是後勤人員數量並沒有更動，讓戰士能夠更全心全意地投入作戰，此近代專業軍事組織均多採用。然而此時編成已為時已晚，且大量缺乏作戰經驗的新兵貶低此建制應有的作戰效能，若這些人員武器裝備直接撥給久經戰事的傳統裝甲師可能會更好。
1944年9月到11月間各裝甲旅的裝甲化裝甲擲彈兵營的解編：
- 第101裝甲旅：第2101裝甲化裝甲擲彈兵營併入第20裝甲師
- 第102裝甲旅：第2102裝甲化裝甲擲彈兵營併入第7裝甲師
- 第103裝甲旅：第2103裝甲化裝甲擲彈兵營併入第5裝甲師
- 第104裝甲旅：第2104裝甲化裝甲擲彈兵營併入第25裝甲師
- 第105裝甲旅：第2105裝甲化裝甲擲彈兵營併入第9裝甲師
- 第106裝甲旅：殘部在1945年編入克劳塞维茨裝甲師。
- 第107裝甲旅：為原第25裝甲擲彈兵師殘部編成，1944年再度整編恢復為第25裝甲擲彈兵師
- 第108裝甲旅：第2108裝甲化裝甲擲彈兵營併入第116裝甲師
- 第109裝甲旅：第2109裝甲化裝甲擲彈兵營併入统帅堂装甲掷弹兵师
- 第110裝甲旅：第2110裝甲化裝甲擲彈兵營併入第13裝甲師
- 第111裝甲旅：併入第11裝甲師
- 第112裝甲旅：併入第21裝甲師
- 第113裝甲旅：併入第15裝甲擲彈兵師

其中第103裝甲旅旅部在1945年改編成明谢贝格装甲师師部

## 影響
1945年3月24日德軍發佈了45年裝甲師基本編裝，雖然還是維持了傳統的一個戰車團，兩個裝甲擲彈兵團，一個裝甲砲兵團和其他支援營隊的基本架構，不過戰車團是由一個混編戰車營和一個裝甲化裝甲擲彈兵營所組成，正如同44年裝甲旅一般。而兩個裝甲擲彈兵團則是半摩托化，除了機槍連和迫擊砲連有摩托化之外，其餘的裝甲擲彈兵連都是徒步或是騎腳踏車。這時候的裝甲化裝甲擲彈兵營只有三個連，連重裝備連都沒有。各裝甲化裝甲擲彈兵連的組成如下： 
- 連部：一輛SPW251/3和其他車輛搭載連部人員
- 第一排：排部：一輛SPW251/1搭載排部人員，三個班，每班有九名官兵搭乘一輛SPW251/1及三挺輕機槍
- 第二排：同上
- 防空砲班：三輛SPW251/21（共三門三連裝兩公分防空砲）

全連的火力有21挺輕機槍及三門三連裝兩公分防空砲，共有63名官兵。